# Línea 50 (Avanza Zaragoza)
La línea 50 es una línea regular diurna de Avanza Zaragoza. Realiza el recorrido comprendido entre el barrio de Vadorrey y el barrio rural San Gregorio en la ciudad de Zaragoza (España).
Tiene una frecuencia media de 15 minutos en días laborables en horario de mañanas. Su frecuencia habitual en días laborables en horario de tardes y fines de semana es de 30 minutos.
Es una línea de especial importancia, ya que comunica el hospital de la margen izquierda con los barrios a los que les da servicio. Junto con el Centro Médico de Especialidades Grande Covián.
Otros lugares de interés que están en el entorno de la Línea 50 son el Centro Comercial GranCasa y la Ciudad de La Justicia. Este último, sede de muchos servicios administrativos tanto de la ciudad, como de la región.
Fue creada en el año 1996 junto con la línea 20.